# Ulrike Rieder
Ulrike Rieder (* 9. Juni 1949 in Heilbronn) ist eine deutsche Fachbuchautorin, Referentin, Ausbilderin (Trainer A-Lizenz) und Wettkampfrichterin (auf nationaler und internationaler Ebene) im Voltigiersport. Sie war Mitglied in verschiedenen Gremien der Deutschen Reiterlichen Vereinigung (FN) und im Komitee Voltigieren bei der internationalen Dachorganisation Fédération Équestre Internationale (FEI). Im Jahr 1991 initiierte Rieder die Gründung des Vereins „Der Voltigierzirkel e.V.“, Förder- und Interessengemeinschaft für den Voltigiersport, dessen Vorstandsvorsitz sie bis 2006 innehatte und deren Ehrenvorsitzende sie seitdem ist. Mehrfach wurde sie für ihr Engagement für den Voltigiersport ausgezeichnet.
Für ihre Verdienste im deutschen und internationalen Voltigiersport wurde Rieder 2008 das Bundesverdienstkreuz am Bande verliehen.
Ulrike Rieder studierte Sport und Englisch in Tübingen und Heidelberg. Die ehemalige Gymnasiallehrerin ist seit vielen Jahren selbständig und lebt in Gaiberg. Sie war mit dem Sportwissenschaftler Hermann Rieder bis zu dessen Tod verheiratet und hat drei Kinder.

## Sportliche Erfolge
In den Anfängen des wettkampfsportlichen Voltigierens war Ulrike Rieder aktive Voltigiererin in der Turniergruppe des Reitervereins Heilbronn, mit der sie in den ab 1963 ausgetragenen Deutschen Meisterschaften startete und 1963 Bronze und 1964 Silber errang. 1967 erreichte die von ihr trainierte Gruppe des Reitervereins Heilbronn Silber bei den Deutschen Meisterschaften.

## Werk
Bücher
- Voltigieren – vom Anfänger zum Könner (Ulrike Rieder. BLV Verlag München, 1979. Neuausgabe 1997. Völlige Neubearbeitung 2002)
- Richtig Voltigieren (Ulrike Rieder. BLV Verlag München, 1991)
- Das Buch vom Voltigieren für Kinder (Silke Ehrenberger, Ulrike Rieder. FN-Verlag Warendorf, 5. Auflage 2017)
- Voltigieren mit Spaß (Ulrike Rieder. BLV-Verlag München, 2002)
- Richtlinien für Fahren und Reiten. Band 3, Voltigieren (Hrsg.: Deutsche Reiterliche Vereinigung. FN-Verlag Warendorf, 2002. Mitverfasst von Ulrike Rieder)
- Abzeichen im Voltigiersport (Ute Lockert, Ulrike Rieder. Hrsg.: Deutsche Reiterliche Vereinigung. FN-Verlag Warendorf, 2005, Neuauflage 2010)
- Handbuch Pferd (Peter Thein. BLV Verlag München, mit Artikel von Ulrike Rieder: „Voltigieren – Grundlagen, Übungsformen, Wettkampf“)
- Kosmos Handbuch Pferd (Ingolf Bender. Kosmos-Verlag Stuttgart, 2006. Mit Artikel von Ulrike Rieder: „Voltigieren“)

Weitere Veröffentlichungen
- Mitarbeit am FN-Lehrfilm für das Voltigieren, 1975
- Bis 1994 Mitarbeit an den  FN-Richtlinien für Voltigieren
- Mitherausgeberin und Mitautorin der Kongressberichte von Voltigier-Tagungen in Bad Boll 1995 und 1998, erschienen im FN-Verlag, Warendorf.
- Bis 2006 Herausgeberin der Zeitschrift „Aktueller Voltigierzirkel“ als Fachzeitschrift des Voltigierzirkel e.V.
- Bis 2006 verantwortlich für die Website www.voltigierzirkel.de
- Informationsbroschüre der FN und des Voltigierzirkels „Beim Voltigieren geht’s rund“ (Text: Ulrike Rieder), 2005

Verbandsarbeit
- Voltigierbeauftragte des Reiterbunds Nordbaden und Mitglied des Fachbeirats Voltigieren im Landesverband Baden-Württemberg
- 1976 bis 1985 Mitglied der Bundesjugendleitung der Deutschen Reiterlichen Vereinigung
- Bis 1985 Vorsitzende des Fachbeirats Voltigieren der Deutschen Reiterlichen Vereinigung
- 1983 bis 1990: Mitglied des Subkomitees Voltigieren der FEI
- Mitglied im Fachausschuss Voltigieren der Deutschen Richtervereinigung (DRV) für Pferdeleistungsprüfungen e.V.
- Mitglied im Organisationskomitee für die WM 1992 und 2000

Der Voltigierzirkel
- 1991 Gründungsmitglied des Vereins „Der Voltigierzirkel e.V.“, Förder- und Interessengemeinschaft für den Voltigiersport
- 1991 bis 2006 Vorstandsvorsitz des Voltigierzirkels und Leitung der Geschäftsstelle, seit 2006 Ehrenvorsitzende

## Ehrungen
- 1985: FN-Plakette in Silber
- 2001: Ehrung durch das Internationale Olympische Komitee (IOC) für unermüdlichen ehrenamtlichen Einsatz und herausragenden Beitrag für den Pferdesport
- 2007: Deutsches Reiterkreuz in Silber
- 2008: Bundesverdienstkreuz am Bande